# Solar Fake
Solar Fake est un groupe allemand d'electropop.

## Histoire
Formé en 2007, le premier album Broken Grid sort en 2008 chez SPV,. Les années suivantes sont marquées par des tournées avec VNV Nation, Project Pitchfork, Peter Heppner, Covenant et Camouflage, en plus de leurs propres concerts et de leur participation à des festivals, ainsi que par la sortie du Resigned EP en 2009, et de l'album Frontiers en 2011. Le troisième album studio, Reasons to Kill, sorti en 2013, atteint les classements des albums allemands. Les albums suivants s'inscrivent dans la continuité de ce succès. La première tournée propre à la promotion de l'album est marquée par un changement de casting pour le live. Avec André Feller, un ancien membre de Dreadful Shadows fait partie de la distribution live de Solar Fake.
Avec son quatrième album Another Manic Episode, sorti en 2015, Solar Fake passe sous le label berlinois Out of Line. Outre un nouveau classement dans les charts, un format limité est publié pour la première fois sous le nom de « Fanbox » ainsi que des disques longs. Le « Fanbox » comprend un album avec des enregistrements acoustiques. Lors des sorties suivantes, Solar Fake continue à publier des disques supplémentaires dans ce format. Une tournée et des concerts internationaux suivent. Parmi celles-ci, la participation à Gothic Meets Klassik au Gewandhaus de Leipzig et une tournée aux États-Unis avec Aesthetic Perfection en 2017. En 2017 également, le groupe effectue une tournée en Allemagne avec des versions acoustiques. Dans la foulée, l'album live Sedated Live Acoustic, enregistré lors du concert à Hambourg, sort la même année. À la fin de l'année 2017, Jens Halbauer complète la formation live qui n'a pas changé depuis.
En 2018 sort le cinquième album studio You Win. Who Cares ? L'album atteint la 20e place du classement des albums et est suivi d'une série de concerts. En 2019, SPV publie les 3 premiers albums dans un digipack 3 CD sous le nom de One2Three. Outre les albums originaux, il contient également des enregistrements live. En tant que document sur les concerts internationaux depuis 2018, le double album live Who Cares, It's Live ! 2020 avec une 25e place dans les charts allemands des albums. L'album Enjoy Dystopia, sorti en 2021, obtient le plus grand succès jusqu'à présent, atteignant la quatrième place. En raison de la pandémie de Covid-19, la tournée de l'album est reportée à 2022. Le 24 mai 2024, l'album Don't Push this Button ! est publié,. Après la séparation de l'ancien label, la publication a lieu sur le label Pointless Music de Sven Friedrich.

## Discographie

### Albums studio
- 2008 : Broken Grid (Synthetic Symphony)
- 2011 : Frontiers (Synthetic Symphony)
- 2013 : Reasons to Kill (Synthetic Symphony) (94e place des charts allemands[7])
- 2015 : Another Manic Episode (Out of Line) (31e place des charts allemands[7])
- 2017 : Sedated (album live, acoustique)
- 2018 : You Win. Who Cares? (Out of Line) (20e place des charts allemands[7])
- 2021 : Enjoy Dystopia (4e place des charts allemands[7])
- 2024 : Don't Push this Button! (Pointless Music) (6e place des charts allemands[7])

### EP
- 2009 : Resigned EP

### Singles
- 2015 : All the Things You Say
- 2020 : This Pretty Live

### Clips
- 2011 : More Than This
- 2013 : The Pages
- 2015 : All the Things You Say
- 2016 : I Don't Want You in Here
- 2016 : Under Control
- 2017 : Sedated (Live • Acoustic)
- 2018 : Sick of You (Official Lyric Video)
- 2018 : The Pain that Kills You Too (Official Lyric Video)
- 2019 : Anything You Want
- 2020 : This Pretty Life
- 2021 : It’s Who You Are
- 2024 : Don't Push this Button

### Remixes
- 2010 : Wumpscut – Loyal to my Hate (Solar Fake Remix), de l'album Siamese
- 2012 : moonrise – Betallion (Solar Fake Remix), de l'album Ten Flowers for the Shade
- 2014 : Desireless et Antoine Aureche – Abhaya (Solar Fake Remix), de l'album Un seul People
- 2015 : Wumpscut – Kamerad Kaputt (Solar Fake Remix), de l'album BlutSpukerTavern
- 2015 : Aesthetic Perfection – Never Enough (Solar Fake Remix)
- 2016 : Ost+Front – Suizid (Solar Fake Version)
- 2016 : Rotersand – Torn Realities (Solar Fake Remix)
- 2016 : SITD – Autoaggression (Solar Fake Remix)
- 2016 : Ten After Dawn – Visions (Solar Fake Remix)
- 2017 : Grendel – Flux (Solar Fake Remix)
- 2018 : In Strict Confidence – Thorn to the World (Solar Fake Remix), sur l'album Hate2Love
- 2018 : In Strict Confidence – Mercy (Solar Fake Remix), sur l'album Hate2Love
- 2018 : Coldkill et Kant Kino – Silent Morning (Solar Fake Remix)
- 2019 : Patenbrigade Wolff – Follow Me (Solar Fake Remix)
- 2019 : Solitary Experiments – Every Time (Piano Version by Sven Friedrich), sur la compilationThe 25th Anniversary Compilation
- 2019 : Lord of the Lost – Raining Stars (Solar Fake Remix), sur la compilation Till Death Us do Part
- 2019 : Massive Ego – Digitial Heroin (Solar Fake Remix), sur l'album Church for the Malfunctioned
- 2019 : Combichrist – Understand (Solar Fake Remix), sur l'album One Fire
- 2019 : Iris – Take the Pain (Solar Fake Mix), sur l'album Six
- 2020 : Ost+Front – Schwarzer Helmut (Solar Fake Remix), sur l'album Dein Helfer in der Not
- 2020 : Die Kreatur – Kälter als der Tod (Solar Fake Remix), sur l'album Panoptikum
- 2022 : BlakLight – Waiting (Solar Fake Remix)